# Callajoppa caspica
Callajoppa caspica là một loài tò vò trong họ Ichneumonidae.